# Kdo přežije: Návrat hvězd
Kdo přežije: Návrat hvězd (v anglickém originále Survivor: All-Stars) je osmá řada americké reality show Kdo přežije. Natáčela se na podzim roku 2003 a premiérově byla vysílána na CBS od 1. února 2004 do 9. května 2004. Na českých obrazovkách byla poprvé uvedena na TV Prima.

## Poloha a doba natáčení
Série se odehrává v Panamě konkrétně na Perlovém souostroví. Natáčela se od 3. listopadu 2003 do 11. prosince 2003.

## Soutěžící
Vysazeno bylo tentokrát 18 navracejících se trosečníků. Ti byli rozděleni do tří kmenů po šesti: Chapera, Mogo Mogo a Saboga (názvy jednotlivých ostrovů). Později byli zbylí hráči sloučeni do kmene Chaboga Mogo. Vyhrát ale nemohou všichni. Šestnáct z nich bude vyloučeno, posledních 7 vyloučených vytvoří porotu, 2 poslední před ní předstoupí, ale jen jeden vyhraje šek na milion dolarů a titul Poslední přeživší.

### Soutěžící, kteří nebyli vybráni nebo odmítli účast v této sérii
- Elisabeth Filarski Hasselbeck (Austrálie) - odmítla nabídku
- Colleen Haskell (Borneo) - odmítla nabídku
- Kelly Goldsmith (Afrika) - nebyla vybrána
- Teresa Cooper (Afrika) - nebyla vybrána
- Neleh Dennis (Markézy) - nebyla vybrána
- Sean Rector (Markézy) - nebyl vybrán
- Clay Jordan (Thajsko) - nebyl vybrán
- Helen Glover (Thajsko) - nebyla vybrána
- Brian Heidik (Thajsko) - odmítl kvůli malé finanční nabídce
- Sandra Diaz-Twine (Perlové ostrovy) - stále se zotavovala z parazitů, které získala během vlastní řady

### Budoucí návraty soutěžících
Po odvysílání Kdo přežije: Návrat hvězd se Rob Mariano, Rupert Boneham, Colby Donaldson a Jerri Manthey vrátili ve dvacáté řadě Kdo přežije: Hrdinové proti padouchům. Rob si znovu zahrál v Kdo přežije: Ostrov vykoupení a v devětatřicáté sezóně se vrátil jako mentor v Survivor: Island of the Idols po boku Sandry Diaz-Twine. Rupert Boneham a Tina Wessonová se vrátili v Kdo přežije: Krev není voda. Boneham se vrátil se svou manželkou Laurou, zatímco Wessonová se vrátila se svou dcerou Katie Collinsovou. Ethan Zohn, Amber Brkich (nyní Mariano) a Rob Mariano se opět vrátili do Survivor: Winners at War.